# Eilema brunneotincta
Eilema brunneotincta là một loài bướm đêm thuộc phân họ Arctiinae, họ Erebidae.